# ریکاردو سالوینو
ریکاردو سالوینو (ایتالیایی: Riccardo Salvino؛ زادهٔ ۲۹ مارس ۱۹۴۴) بازیگر اهل ایتالیا بود.
از فیلم‌هایی که وی در آن نقش داشته است، می‌توان به دکتر زنان دوجانبه، بی‌تفاوت‌ها، شیفته، استتار، سازمان مخفی آسیزی، گناه در وجودت حبس شده و فقط من کلیدش را دارم، شیاطین بال‌دار و امانوئل در آمریکا اشاره کرد.